# Grimelda av Ungern
Grimelda av Ungern var en dogaressa av Venedig, gift med Venedigs doge Otto Orseolo (r. 1009-1026). Hon var dotter till Géza (ungersk furste). Vigseln ägde rum 1003. Grimelda beskrivs som älskvärd, många företräden och nobel karaktär. Hon följde efter Ottos avsättning honom till Konstantinopel.